# Liste der badischen Gesandten in Bayern
Dies ist eine Liste der badischen Gesandten in Bayern.

## Gesandte
1805: Aufnahme diplomatischer Beziehungen
- 1805–1816: Hans Philipp von Degenfeld-Schonburg (1733–1842)
- 1817–1833: Friedrich von Fahnenberg (1785–1833)
- 1833–1835: vakant
- 1835–1838: Alexander von Dusch (1789–1876)
- 1838–1843: Franz Xaver von Andlaw-Birseck (1799–1876)
- 1843–1848: Ludwig Rüdt von Collenberg-Bödigheim (1799–1885)
- 1848–1853: vakant
- 1853–1866: Christian Friedrich Gustav von Berckheim (1817–1889)
- 1866–1871: Robert von Mohl (1799–1875)

1871–1894: keine Beziehungen
- 1894–1908: Johann Ferdinand von und zu Bodman (1839–1920)
- 1908–1919: Ludwig von Reck (1866–1925)

1919: Auflösung der Gesandtschaft